# 張尹 (乾隆進士)
張尹（1695年—1761年），字無咎，號莘農，江南桐城人，清朝政治人物。

## 生平
張尹為乾隆元年（1736年）丙辰科殿試第二甲進士。散館歸班，改福建長樂縣知縣，並著有《石冠堂集》。